# Port lotniczy Owen Roberts
Port lotniczy Owen Roberts – największy port lotniczy Kajmanów, zlokalizowany na wyspie Wielki Kajman – w miejscowości George Town.

## Linie lotnicze i połączenia
| Linia lotnicza         | Kierunek |
| ---------------------- | --- |
| Air Canada Rouge       | 1. Toronto-Pearson |
| American Airlines      | 1. Charlotte 2. Dallas-Fort Worth 3. Miami Sezonowo: 1. Chicago-O’Hare 2. Filadelfia                                                                           |
| British Airways        | 1. London-Heathrow 2. Nassau |
| Cayman Airways         | 1. Barbados 2. / Cayman Brac 3. Hawana 4. Kingston 5. La Ceiba 6. Los Angeles 7. Miami 8. Nowy Jork-JFK 9. Panama 10. Tampa Sezonowo: 1. Denver 2. Montego Bay |
| Cayman Airways Express | 1. / Cayman Brac 2. / Little Cayman |
| Delta Air Lines        | 1. Atlanta Sezonowo: 1. Minneapolis/St. Paul |
| JetBlue Airways        | 1. Nowy Jork-JFK Sezonowo: 1. Boston |
| Southwest Airlines     | 1. Fort Lauderdale (do 3 czerwca 2024) 2. Orlando (od 4 czerwca 2024) Sezonowo: 1. Baltimore                                                                   |
| Sun Country Airlines   | Sezonowo: 1. Minneapolis/St. Paul |
| United Airlines        | 1. Houston-Intercontinental 2. Newark Sezonowo: 1. Chicago-O’Hare 2. Waszyngton-Dulles                                                                         |
| WestJet                | 1. Toronto-Pearson |